# Erik Åberg (idrottare)
Erik "Asken" Thorvald Åberg, född 30 januari 1920 i Helsingfors, död där 21 april 2006, var en finländsk bandy- och fotbollsspelare. 
Åberg var en av Finlands främsta bandyspelare och debuterade redan som 18-åring i landslaget. Han blev finländsk mästare 1938, 1939, 1941, i den inofficiella krigsserien 1942 och 1944, silver 1943, brons 1945–1947. Han medverkade 17 gånger i landslaget (8 mål) och i OS-laget 1952 i Oslo, då bandyn var uppvisningsgren. 
Åberg var också landslagsspelare i fotboll (6 gånger), och spelade 1938–1948 i IFK Helsingfors lag, som vann FM-titeln 1947. Han var till yrket privatföretagare och efter den aktiva tiden ledare i Finlands Bollförbunds uttagningskommitté och ledare för bandylandslaget. Han tilldelades Sport-Pressens guldmedalj 1949. 